# Zac Efron

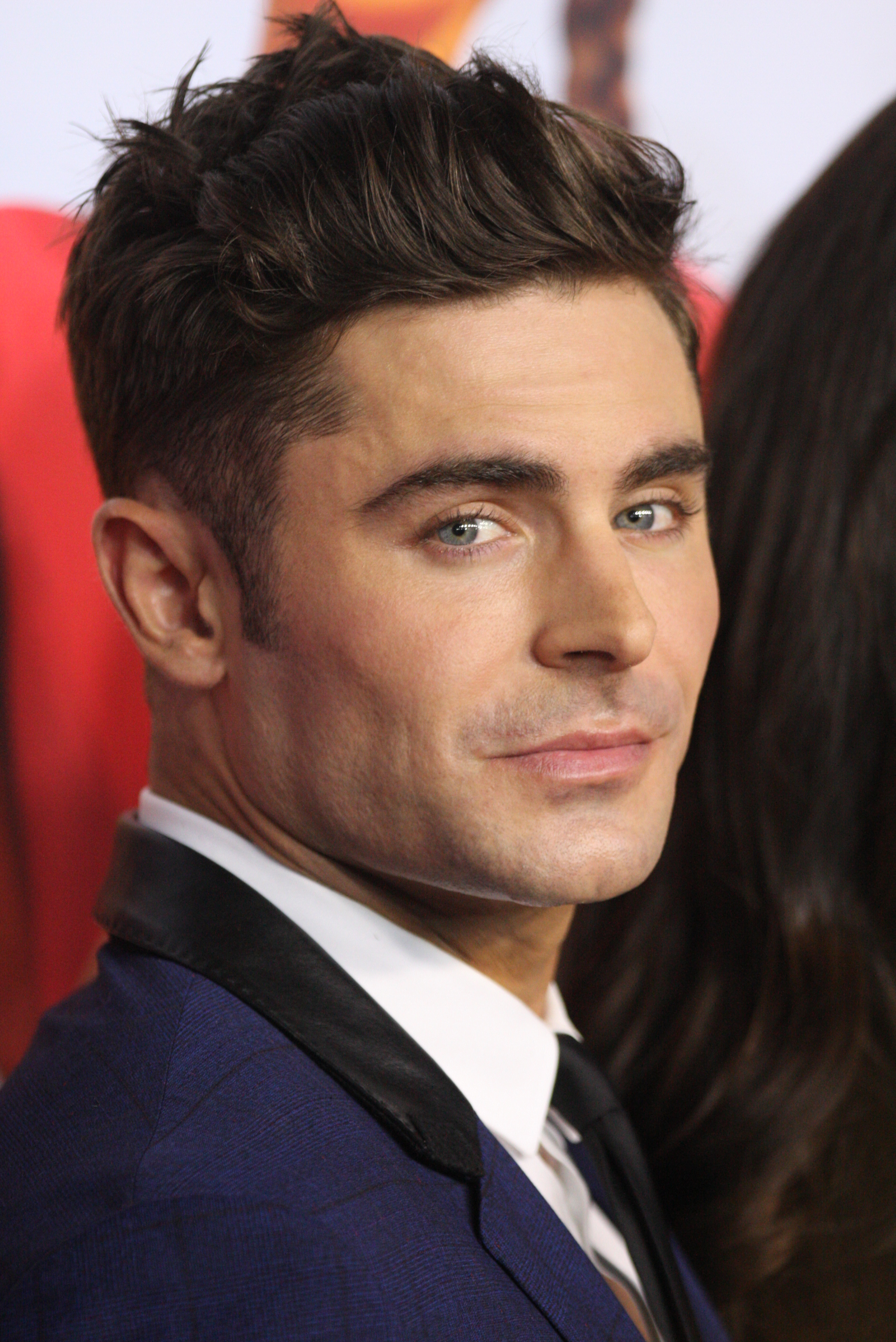
Zac Efron (2017)

Zachary David Alexander „Zac“ Efron [sæk.ˈæfˑ.ɹɔn] (* 18. Oktober 1987 in San Luis Obispo, Kalifornien) ist ein US-amerikanischer Schauspieler und Sänger. International bekannt wurde er durch seine Rolle als Troy Bolton in der Disney-Filmreihe High School Musical.

## Leben

### Kindheit, Jugend und erste Auftritte
Zac Efron wuchs als Sohn einer Familie der US-amerikanischen Mittelschicht in San Luis Obispo auf und zog später nach Arroyo Grande. Sein Vater David Efron ist von Beruf Ingenieur; seine Mutter Starla Baskett ist Sekretärin. Er hat einen jüngeren Bruder, Dylan Efron, und zwei Halbgeschwister väterlicherseits. Der Nachname Efron stammt aus dem Hebräischen. Die Familie ist jüdischen Glaubens, Efron beschreibt sich aber selbst als Agnostiker.
Mit elf Jahren wurde Efrons Gesangstalent entdeckt und gefördert, sodass er schon bald bei einer Aufführung von Peter Pan auf der Bühne stand und es 1999 mit dem klassischen Musical Gypsy auf 90 Auftritte brachte. Im Anschluss daran wurde er Mitglied eines Improvisationstheaters, das während seiner Mitgliedschaft angeblich sogar die Weltmeisterschaften gewann.
Es folgten weitere Bühnenauftritte in Musicals, wie zum Beispiel Der kleine Horrorladen und The Music Man. Nach einer fast einjährigen Suche nach neuen Rollenangeboten und mehreren Castings in Los Angeles hatte er im Alter von 15 Jahren einige Auftritte in den US-Fernsehserien Firefly und Emergency Room. In der Serie Summerland Beach bekam er ursprünglich nur eine Nebenrolle, die jedoch beim Fernsehpublikum so beliebt war, dass er in der zweiten Staffel im Jahr 2005 in den Hauptcast aufgenommen wurde. Nach dieser zweiten Staffel wurde die Serie jedoch eingestellt.

### Durchbruch
Nach Rollen in den US-Fernsehserien CSI: Miami und Navy CIS folgte 2006 der Disney-Fernsehfilm High School Musical, in dem er gemeinsam mit Vanessa Hudgens die Hauptrolle spielt. Er und Hudgens präsentieren in diesem Film sieben Lieder, wobei Efron nur wenige Zeilen selbst singt und in der Hauptsache Drew Seeleys Singstimme zu hören ist. Dieser Umstand rührte laut Efron daher, dass er zwar gerne selbst gesungen hätte, zum Zeitpunkt seiner Verpflichtung der Soundtrack jedoch bereits festgestanden habe und dieser für einen Tenor geschrieben war. Efron sei es daher nicht möglich gewesen, in seiner Bariton-Stimmlage zu singen, und er habe deshalb gesanglich gedoubelt werden müssen. Lediglich bei einigen Zeilen zu Beginn der Lieder Start of Something New und Breaking Free ist er selbst zu hören. Dies wurde aber erst bekannt, nachdem die Filmsongs im Februar 2006 unter seinem Namen veröffentlicht worden waren und erst nachträglich in den Chartlisten der Name von Drew Seeley ergänzt wurde. Die Lieder eroberten allesamt die Charts, sodass Efron am 11. Februar 2006 gleich mit sechs Liedern in den Billboard Hot 100 vertreten war.
Efron verglich den Film mehrmals mit Grease (1978) und ließ verlauten, dass er sich freue, bei den Zuschauern von High School Musical das gleiche „warme Gefühl“ wie bei diesem Klassiker hervorrufen zu können.

### Beginn der Karriere
Nach High School Musical drehte Efron zusammen mit Jennifer Coolidge einen Serien-Pilotfilm unter dem Namen If You Lived Here, You’d Be Home Now. Zwischen September und Dezember 2006 stand Efron in Toronto für den Musicalfilm Hairspray – einer Neuverfilmung des gleichnamigen Musicals – in der Rolle des Link Larkin vor der Kamera, zusammen mit Nikki Blonsky und John Travolta. Seine Filmfigur bezeichnete Efron als die „Rolle seines Lebens“, für die er allerdings nach eigenen Angaben 15 Pfund zunehmen musste.

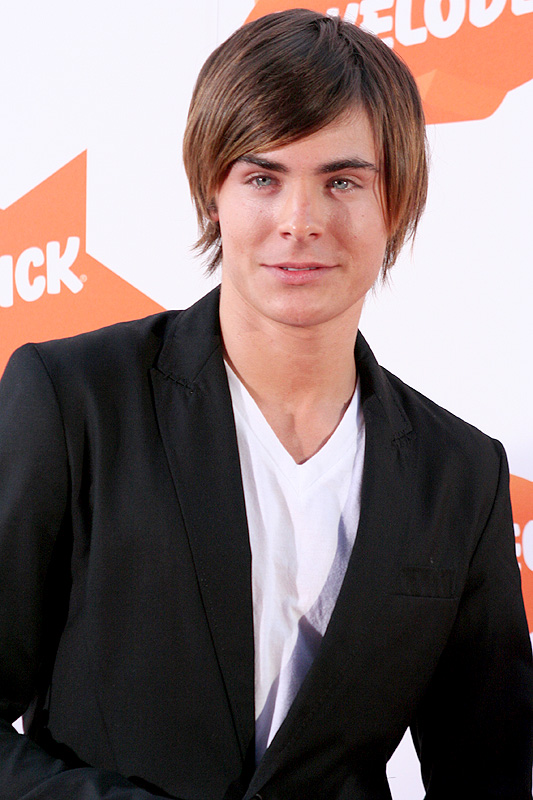
Efron (2007)

Nachdem er Anfang August 2007 auf der Titelseite des Rolling Stone zu sehen gewesen war und im Interview mit der Zeitschrift gesagt hatte, „hoffentlich nicht allzu viele Fortsetzungen“ von High School Musical drehen zu müssen, strahlte der US-amerikanische Disney Channel am 17. August 2007 High School Musical 2 aus und erreichte damit eine Zuschauerzahl von 17,24 Millionen, was einen Rekord im US-amerikanischen Kabelfernsehen darstellte. Der Film wurde von Februar bis April 2007 gedreht; Efron hatte diesmal alle Gesangspassagen selbst eingesungen.
Danach arbeitete Efron an der Filmkomödie 17 Again – Back to High School, einem Film, in dem er einen 37-jährigen Mann spielt, der eines Morgens als Jugendlicher aufwacht.
Das Projekt stellt die zweite Zusammenarbeit von Efron und Adam Shankman, dem Regisseur von Hairspray, dar, der hier als Produzent tätig war. Der Film startete am 14. Mai 2009 in den deutschen Kinos.
Im Mai 2008 schließlich begann Efron mit den Dreharbeiten zu High School Musical 3: Senior Year, der im darauffolgenden Oktober in den Kinos anlief – im Gegensatz zu den Vorgängerfilmen, die direkt im Fernsehen ausgestrahlt wurden. 2008 zählte Efron laut dem US-amerikanischen Forbes Magazine zu den am besten verdienenden Jungschauspielern Hollywoods. Zwischen Juni 2007 und Juni 2008 erhielt er Gagen in Höhe von 15 bis 22 Millionen US-Dollar und rangierte damit nur knapp hinter Daniel Radcliffe, Miley Cyrus, Mary-Kate und Ashley Olsen sowie den Jonas Brothers auf Platz fünf.
Efrons nächstes Projekt war Richard Linklaters Ich & Orson Welles, welcher am 5. September 2008 bei den Filmfestspielen in Toronto uraufgeführt wurde. Der Film erschien in den deutschen Kinos jedoch erst im Sommer 2010, nachdem er am 1. Juli 2010 beim Filmfest München zum ersten Mal einem deutschen Publikum gezeigt wurde. Efron verkörperte den 17-jährigen Richard, der im New York der 30er Jahre auf Orson Welles trifft.
2009 trat Zac Efron zusammen mit einem Ensemble bestehend aus u. a. Vanessa Hudgens, Beyoncé Knowles und Hugh Jackman bei den 81. Academy Awards (Oscars) auf, wo ein Medley der Musical-Geschichte, mit Auszügen aus Mamma Mia, High School Musical, Grease und Moulin Rouge aufgeführt wurde. Bei den 82. Academy Awards im Kodak Theatre in Los Angeles war Zac Efron dann Laudator für die Kategorien „Bester Ton“ und „Bester Tonschnitt“. Er überreichte zusammen mit Anna Kendrick den Preis an den zweifachen Gewinner Paul Ottosson für The Hurt Locker.
Unter der Regie von Burr Steers, mit dem er auch schon bei 17 Again zusammengearbeitet hat, war er ab dem 7. Oktober 2010 in der Literaturverfilmung Wie durch ein Wunder in den deutschen Kinos zu sehen. Er spielte dort an der Seite von Kim Basinger.
2011 erschien Efron als Teil eines Hollywood-Ensembles in der romantischen Komödie Happy New Year. Der Episodenfilm von Gary Marshall begleitet unterschiedlichste Charaktere durch die Silvester-Feierlichkeiten in New York City. Der Film erhielt größtenteils negative Kritiken und wurde in mehreren Kategorien für die Goldene Himbeere 2012 nominiert, war mit einem Einspielergebnis von über 142 Millionen US-Dollar an den internationalen Kinokassen jedoch ein Erfolg.
Nach einer Nebenrolle im von Kritiker gelobten Liberal Arts (2012), spielte Efron an der Seite von Nicole Kidman und Matthew McConaughey in The Paperboy mit. Das Drama wurde bei den Internationalen Filmfestspielen Cannes 2012 erstmalig aufgeführt.
Ebenfalls erschien im Jahr 2012 der Animationsfilm Der Lorax basierend auf dem Kinderbuch von Dr. Seuss. Efron synchronisierte im Englischen den 12-jährigen Ted Wiggins. Am 26. April 2012 wurde die Literaturverfilmung The Lucky One – Für Immer der Deine in den deutschen Kinos veröffentlicht, indem Efron einen Marinesoldaten verkörpert, der aus dem Irak-Krieg zurückkehrt. Ein gefundenes Foto einer ihm unbekannten Frau (gespielt von Taylor Schilling) bewegt ihn dazu, sie nach seiner Rückkehr in die USA aufzuspüren.
Es folgten weitere Filme wie Um jeden Preis – At Any Price (2012), Parkland (2013) und Für immer Single? (2013).

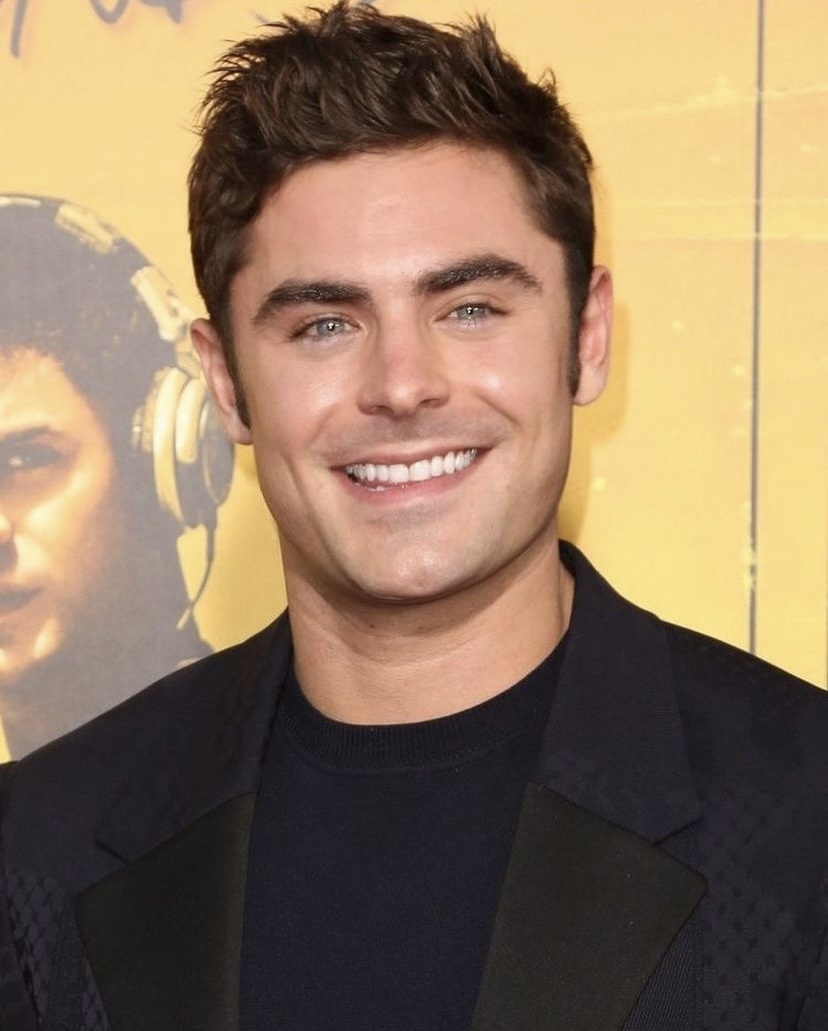
Efron im Jahr 2015

An der Seite von Seth Rogen spielte Efron 2014 in der Komödie Bad Neighbors einen Studenten, der einer Studentenverbindung angehört und aufgrund von Partyexzessen ein Nachbarschaftsstreit ausbricht. Der Film hat mehr als 270 Millionen US-Dollar an den internationalen Kinokassen eingespielt.
In We Are Your Friends (2015) kehrte Efron wieder zu seinen musikalischen Wurzeln zurück. Zwar nicht durch Gesangseinlagen, aber als aufstrebender DJ in Los Angeles. 2016 folgte mit Dirty Grandpa an der Seite von Robert De Niro eine weitere Komödie. Im gleichen Jahr erschien Bad Neighbors 2, wo Efron erneut die Rolle des Fratboys Teddy Sanders verkörperte. Im Sommer 2016 wurde zudem Mike and Dave Need Wedding Dates mit Efron und Adam DeVine in den Hauptrollen veröffentlicht.
Efron etablierte sich immer mehr zu einem Star im Comedy-Genre und ergatterte neben Dwayne Johnson die Hauptrolle im Baywatch-Remake von 2017. Der Film erhielt überwiegend negative Kritiken und Efron wurde als Schlechtester Schauspieler für die Goldenen Himbeere nominiert.
Nach einer Nebenrolle in James Francos renommierten The Disaster Artist, nahm Efron 2017 mit The Greatest Showman zum ersten Mal seit der High-School-Musical-Reihe wieder eine Rolle in einem Musicalfilm an. Efron verkörperte Phillip Carlyle, der aus einer wohlhabenden Theaterfamilie stammt und sich in die Trapezkünstlerin Anne Wheeler (gespielt von Zendaya) verliebt. Sein Duet The Other Side mit Hugh Jackman erhielt neben der Doppelplatin-Schallplatte in Großbritannien auch eine Platin-Auszeichnung in den USA. Der Film erhielt mehrere Nominierungen und Auszeichnungen, darunter die Nominierung als Bestes Musical oder Komödie bei den Golden Globes 2018.
Im Jahr 2019 spielte Efron den Serienmörder Ted Bundy im Thriller Extremely Wicked, Shockingly Evil and Vile von Joe Berlinger.
Zac Efron hat angeblich bereits des Öfteren Angebote für die Aufnahme eines Soloalbums erhalten (unter anderem von Simon Cowell), jedoch bisher immer abgelehnt, da eine Karriere als Schauspieler ihm mehr bedeute als die eines Sängers.

### Privatleben

#### Beziehungen
Efron war mit Vanessa Hudgens (* 1988), seiner Schauspielkollegin aus den High-School-Musical-Filmen, liiert; wie jedoch am 13. Dezember 2010 bekannt wurde, hatte sich das Paar wieder getrennt. Bis Ende April 2016 führte Zac Efron eine zweijährige Beziehung mit Sami Carter-Oberstone (Sami Miro).

#### Vermögen
Efron stand 2008 auf Platz 92 der Forbes Celebrity 100-Liste, mit geschätzten Einnahmen von 5,8 Millionen US-Dollar von Juni 2007 bis Juni 2008. Im April 2009 belief sich sein Privatvermögen auf etwa 10 Millionen US-Dollar. Im Mai 2015 betrug Efrons Nettovermögen 18 Millionen US-Dollar.

#### Gesundheit und Ernährung
Im Jahr 2013, mit Mitte 20, ging Efron wegen Alkoholismus und anderweitigen Drogenmissbrauchs in Behandlung.
Seine Gesichtsschwellung führt Efron auf einen Unfall im Jahr 2013 bei sich zuhause zurück, der laut eigener Aussage beinahe tödlich verlaufen wäre und wo er sich seinen Kiefer brach.
Efron wandte sich der Transzendentalen Meditation (TM) zu, um sich zu entspannen, nachdem er Schwierigkeiten hatte, sich von der Rolle des Serienmörders Ted Bundy im 2019 erschienenen Film Extremely Wicked, Shockingly Evil and Vile zu lösen.
Im Dezember 2019 erkrankte Efron während der Dreharbeiten zu seiner Abenteuerserie Killing Zac Efron in Papua-Neuguinea an einer schweren und potenziell lebensbedrohlichen Krankheit, einer „Form von Typhus oder einer ähnlichen bakteriellen Infektion“. Er wurde in das St. Andrews War Memorial Hospital in Brisbane, Australien, geflogen.
Efron ernährte sich zwei Jahre lang vegan, bis er 2022 mit dem intermittierenden Fasten begann und Fleisch wieder in seine Ernährung einführte, nachdem er sich einer Reihe von Nahrungsmittelempfindlichkeitstests unterzogen hatte.
Im Jahr 2022 teilte Efron mit, mit Schlaflosigkeit, Agoraphobie und Depressionen zu kämpfen. Er entwickelte Schlaflosigkeit und Depressionen eigenen Angaben zufolge, nachdem er über einen langen Zeitraum Diuretika eingenommen hatte, um sich auf seine Rolle in Baywatch vorzubereiten.

#### Sonstiges
Zac Efron nahm ab seinem elften Lebensjahr Klavierstunden und spielt außerdem Klarinette.
Seinen ursprünglichen Plan, an der University of Southern California zu studieren, ließ seine Filmkarriere nicht zu, sodass er das Studium vorerst abbrechen musste.
Seit den Dreharbeiten zu Um die Welt mit Zac Efron, einer Dokumentationsserie über Nachhaltigkeit und Ernährung, wohnt Zac Efron in Byron Bay, Australien.

## Filmografie

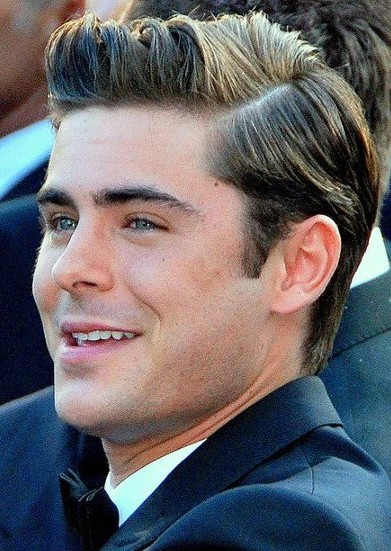
Efron bei der Premiere von The Paperboy auf den Internationalen Filmfestspielen von Cannes 2012

Die deutsche Synchronstimme von Zac Efron ist Daniel Schlauch. Nur in Hairspray wurde er von David Turba gesprochen.

### Serien
- 2002: Firefly – Der Aufbruch der Serenity (Firefly, Folge 1x05)
- 2003: Emergency Room – Die Notaufnahme (Emergency Room, Folge 10x3)
- 2004: The Guardian – Retter mit Herz (The Guardian, Folge 3x15)
- 2004–2005: Summerland Beach (Summerland, 16 Folgen)
- 2005: CSI: Miami (Folge 3x19)
- 2006: Navy CIS (NCIS, Folge 3x13)
- 2006: Hotel Zack & Cody (The Suite Life of Zack and Cody, Folge 2x1)
- 2006: Heist (Folge 1x1)
- 2006: Tauschrausch (The Replacements, Sprechrolle, Folge 1x18)
- 2008: Robot Chicken (Sprechrolle, Folge 4x5, 4x10)
- 2010: Entourage (Folge 6x9)
- 2020–2022: Um die Welt mit Zac Efron (Down to Earth with Zac Efron, 16 Folgen)
- 2025: The Studio (Folge 1x4)

### Filme
- 2003: Melindas World
- 2003: The Big Wide World of Carl Laemke
- 2004: Miracle Run
- 2004: Triple Play
- 2006: If You Lived Here, You’d Be Home Now Cody
- 2006: High School Musical
- 2006: Teenage Champion – Go for Gold! (The Derby Stallion)
- 2007: Hairspray
- 2007: High School Musical 2
- 2008: High School Musical 3: Senior Year
- 2008: Ich & Orson Welles (Me and Orson Welles)
- 2009: 17 Again – Back to High School (17 Again)
- 2010: Wie durch ein Wunder (Charlie St. Cloud)
- 2010: Robot Chicken: Star Wars Episode III (Stimme)
- 2011: Happy New Year (New Year’s Eve)
- 2012: Liberal Arts
- 2012: The Lucky One – Für immer der Deine (The Lucky One)
- 2012: The Paperboy
- 2012: Der Lorax (The Lorax, Stimme)
- 2012: Um jeden Preis – At Any Price (At Any Price)
- 2013: Parkland
- 2014: Für immer Single? (That Awkward Moment)
- 2014: Bad Neighbors (Neighbors)
- 2015: We Are Your Friends
- 2016: Dirty Grandpa
- 2016: Bad Neighbors 2 (Neighbors 2: Sorority Rising)
- 2016: Mike and Dave Need Wedding Dates
- 2017: The Disaster Artist
- 2017: Baywatch
- 2017: Greatest Showman
- 2019: Extremely Wicked, Shockingly Evil and Vile
- 2019: Beach Bum (The Beach Bum)
- 2020: Scooby! Voll verwedelt (Scoob!, Stimme von Fred Jones)
- 2022: Gold – Im Rausch der Gier (Gold)
- 2022: Firestarter
- 2022: The Greatest Beer Run Ever
- 2023: The Iron Claw
- 2024: Ricky Stanicky
- 2024: A Family Affair

### Musikvideos
- 2005: Sick Inside – Hope Partlow
- 2006: Say OK! – Vanessa Hudgens

## Diskografie
Singles

| Jahr | Titel Album                                                                | Höchstplatzierung, Gesamtwochen, AuszeichnungChartplatzierungen (Jahr, Titel, Album, Platzierungen, Wochen, Auszeichnungen, Anmerkungen) | Höchstplatzierung, Gesamtwochen, AuszeichnungChartplatzierungen (Jahr, Titel, Album, Platzierungen, Wochen, Auszeichnungen, Anmerkungen) | Höchstplatzierung, Gesamtwochen, AuszeichnungChartplatzierungen (Jahr, Titel, Album, Platzierungen, Wochen, Auszeichnungen, Anmerkungen) | Höchstplatzierung, Gesamtwochen, AuszeichnungChartplatzierungen (Jahr, Titel, Album, Platzierungen, Wochen, Auszeichnungen, Anmerkungen) | Höchstplatzierung, Gesamtwochen, AuszeichnungChartplatzierungen (Jahr, Titel, Album, Platzierungen, Wochen, Auszeichnungen, Anmerkungen) | Anmerkungen                                              |
| Jahr | Titel Album                                                                | DE | AT | CH | UK | US | Anmerkungen                                              |
| ---- | -------------------------------------------------------------------------- | --- | --- | --- | --- | --- | -------------------------------------------------------- |
| 2006 | Breaking Free High School Musical                                          | DE46 (10 Wo.)DE | — | — | UK9 Gold · (21 Wo.)UK | US4 (11 Wo.)US | mit Vanessa Hudgens                                      |
| 2006 | Start of Something New High School Musical                                 | — | — | — | UK90 Silber · (1 Wo.)UK | US28 (4 Wo.)US | mit Vanessa Hudgens                                      |
| 2006 | We’re All in This Together High School Musical                             | — | — | — | — | US34 (4 Wo.)US | mit dem Cast von High School Musical                     |
| 2006 | Stick to the Status Quo High School Musical                                | — | — | — | — | US43 (2 Wo.)US | mit dem Cast von High School Musical                     |
| 2007 | What Time Is It? High School Musical 2                                     | — | — | — | UK20 (7 Wo.)UK | US6 Gold · (8 Wo.)US | mit dem Cast von High School Musical 2                   |
| 2007 | You Can’t Stop the Beat Hairspray: Soundtrack to the Motion Picture        | — | — | — | UK71 Gold · (4 Wo.)UK | US88 (2 Wo.)US | mit dem Cast von Hairspray                               |
| 2007 | Ladies’ Choice Hairspray: Soundtrack to the Motion Picture                 | — | — | — | UK96 (1 Wo.)UK | — |                                                          |
| 2007 | You Are the Music in Me High School Musical 2                              | DE75 (5 Wo.)DE | — | CH75 (1 Wo.)CH | UK98 Silber · (1 Wo.)UK | US31 Gold · (4 Wo.)US | mit Vanessa Hudgens                                      |
| 2007 | Gotta Go My Own Way High School Musical 2                                  | DE67 (5 Wo.)DE | — | CH59 (1 Wo.)CH | UK40 (3 Wo.)UK | US34 Platin · (3 Wo.)US | mit Vanessa Hudgens, als Gabriella & Troy                |
| 2007 | Bet on It High School Musical 2                                            | — | — | CH89 (1 Wo.)CH | UK— SilberUK | US46 Platin · (3 Wo.)US |                                                          |
| 2007 | Everyday High School Musical 2                                             | — | — | — | UK— SilberUK | US65 Gold · (2 Wo.)US | mit Vanessa Hudgens & dem Cast von High School Musical 2 |
| 2007 | All for One High School Musical 2                                          | — | — | — | — | US92 (2 Wo.)US | mit dem Cast von High School Musical 2                   |
| 2008 | Can I Have This Dance High School Musical 3: Senior Year                   | — | — | — | UK81 Silber · (1 Wo.)UK | US98 Platin · (2 Wo.)US | mit Vanessa Hudgens                                      |
| 2009 | Right Here, Right Now High School Musical 3: Senior Year                   | DE92 (1 Wo.)DE | — | — | — | — | mit Vanessa Hudgens                                      |
| 2018 | Rewrite the Stars The Greatest Showman: Original Motion Picture Soundtrack | DE89 (3 Wo.)DE | AT52 Gold · (5 Wo.)AT | CH96 (1 Wo.)CH | UK16 ×3Dreifachplatin · (10 Wo.)UK | US70 ×3Dreifachplatin · (7 Wo.)US | mit Zendaya                                              |
| 2018 | The Greatest Show The Greatest Showman: Original Motion Picture Soundtrack | — | AT— GoldAT | — | UK20 ×3Dreifachplatin · (34 Wo.)UK | US88 ×2Doppelplatin · (4 Wo.)US | mit Hugh Jackman, Keala Settle & Zendaya                 |
| 2018 | The Other Side The Greatest Showman: Original Motion Picture Soundtrack    | — | — | — | UK48 ×2Doppelplatin · (11 Wo.)UK | US— PlatinUS | mit Hugh Jackman                                         |

## Auszeichnungen und Nominierungen

### Auszeichnungen
- 2006: Teen Choice Award: Bester Newcomer für High School Musical
- 2006: Teen Choice Award: Bestes Leinwandpaar High School Musical (mit Vanessa Hudgens)
- 2007: Nick Kids’ Choice Award: Bester Männlicher Hauptdarsteller für High School Musical 2
- 2007: Teen Choice Award: Heißester männlicher Darsteller
- 2007: Hollywood Film Award: Ensemble des Jahres (zusammen mit den anderen Schauspielern von Hairspray)
- 2007: Young Hollywood Award: One to Watch in Hairspray
- 2007: Blimp Awards: Beliebtester Schauspieler
- 2008: MTV Movie Award: Bester Newcomer für Hairspray
- 2009: MTV Movie Award: Bester Hauptdarsteller für High School Musical 3: Senior Year
- 2009: Teen Choice Award: Bester Comedy Darsteller für 17 Again
- 2009: Teen Choice Award: Bester Darsteller in Musik und Tanz für High School Musical 3: Senior Year
- 2009: Teen Choice Award: Choice Rockstar Moment for 17 Again
- 2010: Bravo Otto: Bester männlicher TV-Star
- 2011: People’s Choice Award: Favourite Movie Star under 25
- 2017: Teen Choice Award: Bester Comedy-Hauptdarsteller für Baywatch

### Nominierungen
- 2005: Young Artist Award: Bester Hauptdarsteller für Miracle Run
- 2007: Young Artist Award: Bester Darsteller in einer Fernsehproduktion für High School Musical
- 2008: Critics Choice Award: Bester Song für Hairspray (2007); zusammen mit Queen Latifah, Nikki Blonsky, Elijah Kelley (mit dem Lied „Come So Far“)
- 2008: Astra Award: Bester Hauptdarsteller für High School Musical 2
- 2009: MTV Movie Award: Heißester Kuss High School Musical 3: Senior Year (mit Vanessa Hudgens)
- 2010: Nick Kids’ Choice Award: Beliebtester Männlicher Darsteller für 17 Again
- 2010: MTV Movie Award: Bester Hauptdarsteller für 17 Again
- 2011: MTV Movie Award: Bester Hauptdarsteller für Wie durch ein Wunder
- 2018: Goldene Himbeere: Schlechtester Schauspieler für Baywatch